# Anastase Stolojan
Anastase Stolojan (n. 5 august 1836, Craiova – d. 25 iulie 1901, București) a fost un politician român, parlamentar și ministru din partea Partidului Național-Liberal.

## Biografie
Anastase Stolojan s-a născut la Craiova, unde urmează și liceul. În 1863 își ia licența în drept la Paris.
Mare proprietar rural, s-a îndeletnicit de asemenea cu avocatura și publicistica.

## Activitate politică
La 14 martie 1868 a devenit primar al Craiovei, pentru ca în 1869 să facă parte din parlament, demnitate în care a fost ales fără întrerupere cel puțin până în 1896.
A deținut în mai multe ocazii funcția de ministru:
- al justiției
- ad-interim al internelor
- al agriculturii, industriei, comerțului și domeniilor

## Familie
Anastase Stolojan a fost căsătorit cu Olga Vrăbiescu (d. 1917). A fost tatăl Liei Anatastase Brătianu (Stolojan), căsătorită cu Vintilă I. C. Brătianu, fost prim-ministru al României (1927-1928) și bunicul lui Vintilică V. Brătianu, conducător al Partidului Liberal (1993).

## Decorații
- Steaua României (27 februarie 1878) - comandor
- Coroana României (10 mai 1896) - mare cruce
- Coroana României (26 mai 1882) - mare ofițer

## Galerie imagini

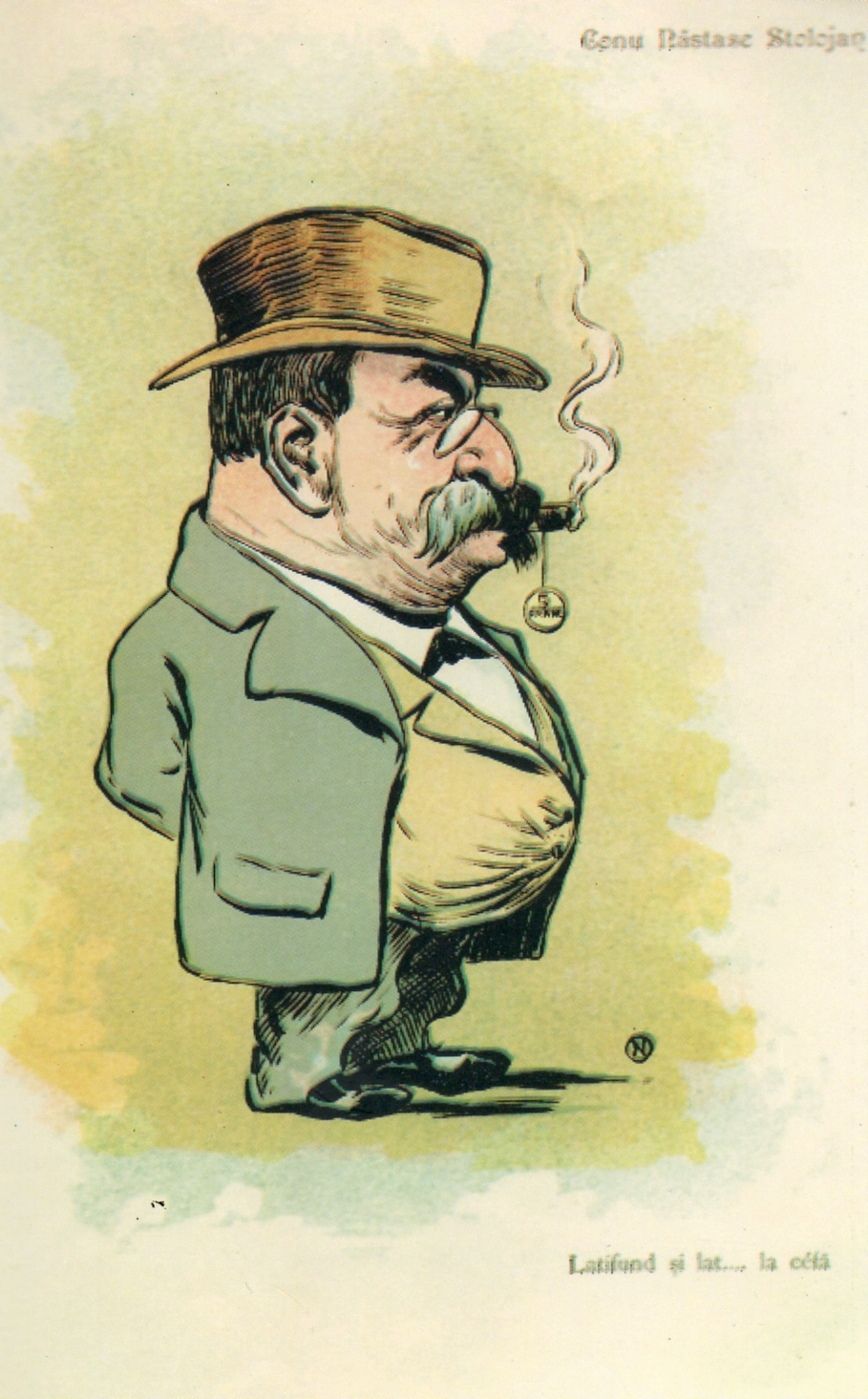
Anastase Stolojan - caricatură de Nicolae S. Petrescu-Găină
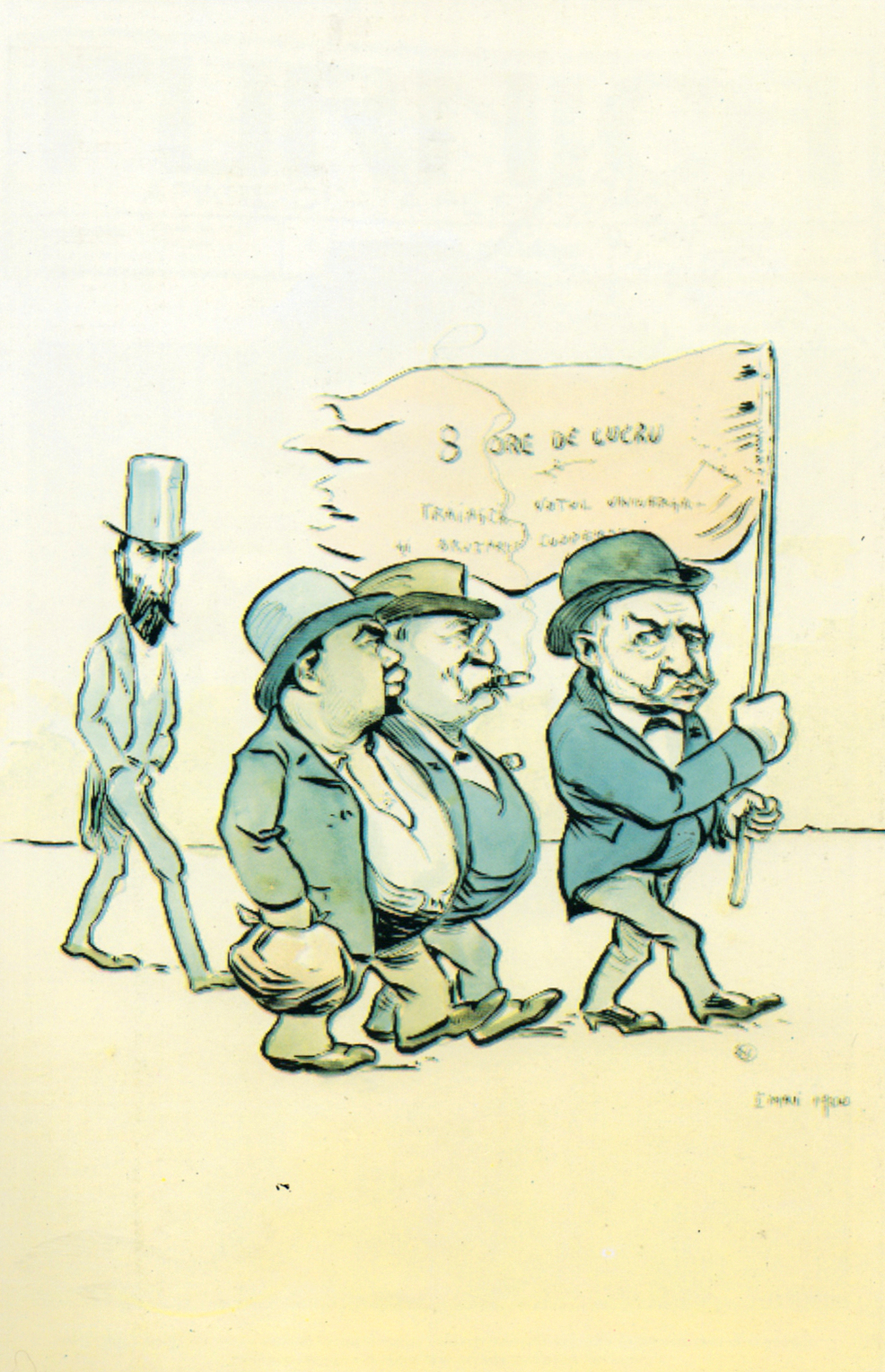
1 Mai 1900 - 8 ore de lucru (D.A. Sturdza, Anastase Stolojan, Gheorghe Pallade și ... Mihail Pherekyde), caricatură de Nicolae S. Petrescu-Găină